# ماکار سانکرانتی

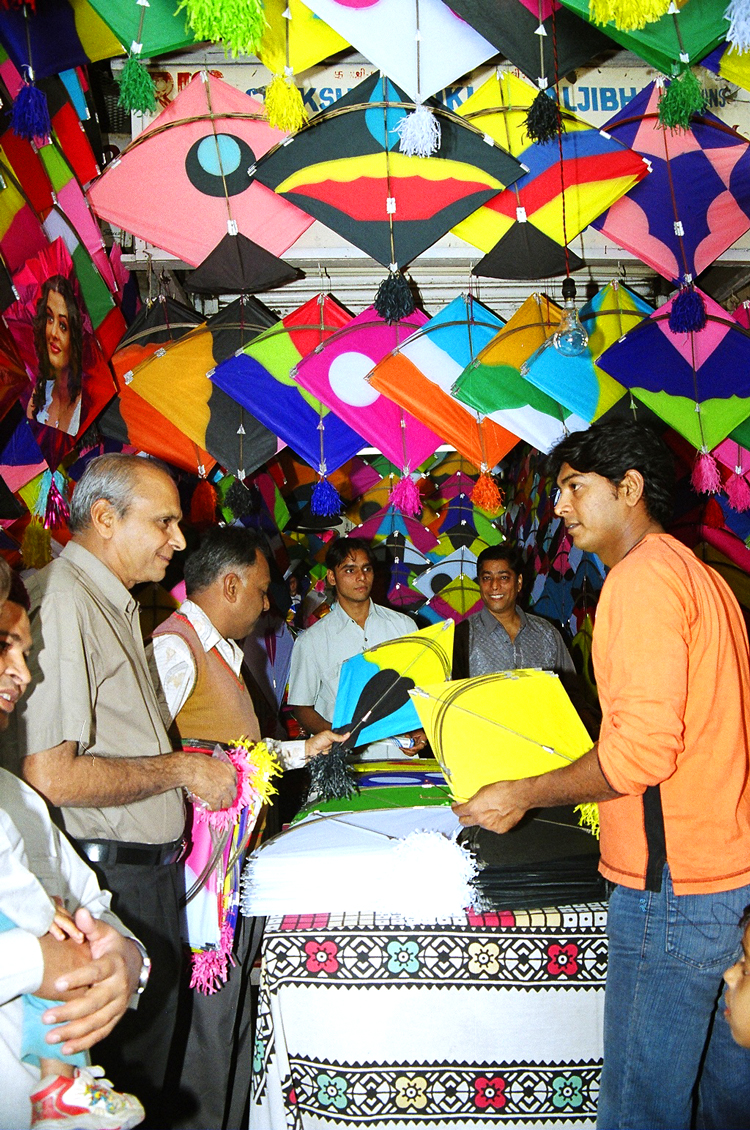
بادبادک‌های رنگی در یک فروشگاه در لکھنو

ماکار سانکرانتی (به هندی: मकर संक्रान्ति) نشانه انتقال خورشید به ماکار راشی (برج جدی) در راه آسمانی آن است. به‌طور سنتی، این یکی از روزهای بسیاری از برداشت محصول در هند بوده‌است. با توجه به جغرافیای گسترده و تنوع فرهنگ در هند، این جشنواره به دلایل بسیاری و به مدل‌های مختلفی ـ بسته به نوع آب و هوا، محیط زیست کشاورزی، زمینه‌های فرهنگی و محل ـ جشن گرفته می‌شود.

## تاریخ و اهمیت
سانکرانتی یک کلمهٔ سانسکریتی در طالع‌بینی هندو است که اشاره به حلول روح مرده خورشید از راشی (نماد منطقه البروج) به دیگری است. از این رو ۱۲ سانکرانتی وجود دارد.
فستیوال سانکرانتی معمولاً به ماکارا سانکرانتی یا انتقال خورشید از زانو راشی (قوس) به ماکارا راشی (برج جدی) بر می‌گردد.
برای این منظور، نشانه‌ها و خانه‌های فلکی با استفاده از زمان نجومی و نه گرمسیری محاسبه می‌شوند. بنابرین محاسبه بر اساس حرکت سبقتی زمین نیست. پس این جشنواره حدود ۲۱ روز بعد از انقلاب زمستانی (بین ۲۰ تا ۲۳ دسامبر) است که نشانه شروع پدیده مهاجرت به شمال ظاهری خورشید یا اوتارایانا، به معنای واقعی کلمه به معنی سفر خورشید به سوی شمال است.
ماکارا سانکرانتی یکی از بزرگترین جشن برداشت محصول در هند است که به انواع مختلفی جشن گرفته می‌شود. طبق تقویم قمری وقتی خورشید از برج، برج جدی به برج سرطان یا از داکشینایانا به اوتارایانا، حرکت می‌کند، در ماه پااوشا، در اواسط ژانویه، یادآور آغاز فصل برداشت و پایان بادهای موسمی شمال شرقی در جنوب هند است.
حرکت خورشید از یک منطقه البروج به دیگری، سانکرانتی نامیده می‌شود و وقتی خورشید به سمت برج جدی حرکت می‌کند، در هندی به ماکار معروف است. این مناسبت در متون هندی ماکار سانکرانتی ست. و یکی از معدود فستیوال‌های هندوی هندی ست که در تاریخی ثابت برگزار می‌شود: ۱۴ ژانویه هر سال، ماکاراسانکرانتی جدا از جشن برداشت محصول، به عنوان آغاز مرحله‌ای فرخنده در فرهنگ هند در نظر گرفته شده‌است و از آن به عنوان مرحلهٔ مقدس انتقال یاد می‌شود. این، نشانه پایان فاز شوم است که با توجه به تقویم هندو اواسط ماه دسامبر آغاز می‌شود. اعتقاد بر این است ایز این روز به بعد، هر آیین فرخنده و مقدسی می‌تواند در هر خانواده هندو تقدیس شود. این روز (در مقایسه با شب‌ها) نشانهٔ آغازی گرمتر و بلند تر برای روزهاست.
به‌عبارتی دیگر، سانکرانتی، نشانهٔ گذر فصل زمستان و آغاز برداشت محصول جدید یا فصل بهار است. در سرتاسر کشور، ماکار سانکرانتی شاهد هیاهوی بزرگی ست. این جشنواره با نام‌های متفاوت و آداب و رسوم مختلف در نقاط مختلف کشور برگزار می‌شود. در کشورهای شمال و غرب هند، این روز به عنوان روزسانکرانتی با شور و شوق خاص جشن گرفته می‌شود. اهمیت این روز در حماسه‌های باستانی مانند مهابهاراتا نیز معنی شده‌است. بنابرین جدا از اهمیت اجتماعی _جغرافیایی، مسئلهٔ مذهبی و فرهنگی نیز لحاظ می‌شود.
از آنجا که این جشنوارهٔ خدای خورشید است و او به عنوان سمبل الوهیت و حکمت در نظر گرفته شده، در این جشنواره نیز معنای ابدی بودن آن در نظر گرفته شده.

## اهمیت فرهنگی و مذهبی
- بر اساس پورانا، در این روز سوریا (خورشید) به خانه پسرش شانی (زحل) می‌رود که اوپروردگار راشی ماکار (برج جدی) است.

اگر چه پدر و دو پسر همراه خوب خوبی نبوده‌اند، سوریا با دیدار فرزند خود در این روز نکته‌ای را خاطر نشان کرد. او، در واقع، برای یک ماه به خانه پسرش می‌آید. بنابراین این روز نماد اهمیت رابطه بین پدر و پسر است.
- از ماکار سانکرانتی 'روز' خدایان آغاز می‌شود، در حالی که گفته می‌شود داکشینایانا (جنبش جنوب خورشید) شب خدایان است. بنابراین بسیاری از چیزهای مبارک در طول این زمان انجام می‌شود.

اوتاریانا همچنین دوایانا نامیده می‌شود و داکشینایانا، پیترایانا نام دارد.
- در این روز بود که لرد ویشنو وحشت روز افزون از اسوراهای (شیاطین) را به پایان رساند. و سر آن‌ها را زیر ماندارا پارواتا دفن کرد.

بنابراین این مناسبت همچنین نشان دهنده پایان از مسائل منفی و شر و آغاز دوران زندگی صالح است.
- مهاراجه بهاگیراتها، بزرگترین توبه و طلب بخشایش را برای به زمین آوردن رود گنگ انجام داد. برای رهایی ۶۰،۰۰۰ تن از فرزندان مهاراج ساغر، که در کاپیل مونی آشرام نزدیک روز فعلی گنگ ساغر سوخته بودند.

این روزی بود که بهاگیراتها در نهایت تارپان را با آب گنگ برای اجداد بدبختش انجام داد و در نتیجه آن‌ها را از لعنت آزاد کرد.
پس از مراجعه به پاتیالا (عالم اموات) جهت رستگاری از لعنت برای اجداد بهاگیراتها، بالاخره گنگ و دریا با هم ادغام شدند.
گنگ ساغر بسیار بزرگ هر سال در این روز در محل تلاقی رودخانه گنگ و خلیج بنگال برگزار شده‌است. هزاران نفر از هندوها در آب غوطه ور شده و برای اجداد خود تارپان را انجام می‌دهند.
- مرجع مشهور دیگر برای این روز، وقتی است که پدر بزگ مشهور مهابهاراتا، بهیشما، قصد خود را از ترک تن فانی خود در این روز اعلام کرد.

او به برکت ایچا میرتیو (مرگ در وصیت‌نامه او) از پدرش، بر روی تختی از تیرها تا فرارسیدن این روز دراز کش باقی‌ماند و سپس تن فانی خود را در روز ماکار سانکرانتی ترک کرد.
اینباور وجود دارد که شخصی که در این دوران اوتارایانا بمیرد، از چرخهٔ تناسخ آزاد می‌شود.
پس به این روز به عنوان روزی فرخنده برای شروع سفر یا تلاش در عرصه‌های مختلف نگاه می‌کنند.
- سیک‌ها این روز را به عنوان ماقی جشن می‌گیرند. دهمین راهبر سیک سینگ گوبیند، بیاداوا نوشته شده توسط چهل تن سیک را پاره کرد و در این روز به آن‌ها موختی داد. این چهل سیک بعدها به عنوان چهل موختی شناخته شدند.
- بعد از گذشتن هفت روز از سخنرانی جلوی پانصد عالم هندو، جاگاداگورو کریپالو کاهاراج به لقب پنجمین جاگادگرو (معلم جهان) در روز ماکار سانکرانتی سال ۱۹۵۷ نامیده شد.

## آداب و رسوم، آیین‌ها و جشن
ماکار سانکرانتی یکی از فرخنده‌ترین روزها برای هندوها است و تقریباً در تمام نقاط هند در اشکال فرهنگی مختلف و با صمیمیت زیادی جشن گرفته شده‌است.
میلیون‌ها نفر از مردم مکان‌هایی مانند گنگ ساغر (نقطهٔ اتصال رودخانهٔ گنگ با خلیج بنگال) غسل می‌کنند و برای خدای خورشید دعا می‌خوانند.
این روز در قسمت‌های جنوبی هند به عنوان پنگال، و در پنجاب به عنوان ماقی با شکوه بیشتری جشن گرفته می‌شود.
در دولت هند غربی گجرات، جشن‌ها حتی بزرگتر است. مردم هزاران نوع از نان‌های رنگارنگ خود را در شکل بادبادک زیبا به خورشید پیشکش می‌کنند.
این قانون به عنوان استعاره‌ای برای رسیدن به محبوب خداوند خودشان معنا می‌دهد، کسی که بهترین نماینده‌است. در مناطق روستایی و ساحلی، مبارزه خروس برگزار می‌شود و این یک رویداد برجسته در جشنواره‌است. ماکار سانکرانتی همچنین به افتخار، عبادت و احترام به ساراسواتی (خدای دانش) است.
در آغاز این رویداد مهم، پرستش اجداد رفتگان نیز اجرا می‌شود.
ماکارا سانکرانتی شناسایی یک دوره روشنگری، صلح، رفاه و خوشبختی پس از یک دوره تاریکی، جهل و شرارت همراه با غم و اندوه بسیار زیاد است. شش ماه از حرکت شمالی خورشید با شش ماه از حرکت جنوبی دنبال می‌شود.
از آنجا که این جشنواره در اواسط زمستان جشن گرفته می‌شده‌است، مواد غذایی برای این جشنواره چیزهاییست که بدن را گرم نگه داشته و به آن انرژی بالایی می‌دهد.
لادو وقتی که با شکر زرد درست می‌شود، مخصوص این جشنواره‌است. در دولت هند غربی ماهاراشترا، تیلگو نامیده می‌شود.
در کارناتاکا یلو بلا نامیده می‌شود. در برخی از ایالتها، حیوانات اهلی (مخصوصا گاوها) با رنگ‌های مختلف تزئین شده و برای پریدن از روی آتش آماده می‌شوند.

### در ایالت کارناتاکا
در این روز فرخنده، زنان و دختران جوان (بچه‌ها و نوجوانان) لباس‌های جدید می‌پوشند و برای دیدار از افراد نزدیک و عزیز با ارائه سانکرانتی در یک بشقاب، و تبادل با خانواده‌های دیگر به خانهٔ هم می‌روند.
در زبان کانادا (زبان محلی ایالت کارناتاکا) "ellu bella thindu olle maathadi" وجود دارد که ترجمه آن خوردن مخلوطی از دانه‌های کنجد و شکر زرد و فقط صحبتهای خوب کردن است. این جشنواره حاکی از فصل برداشت نیشکر در این ناحیه‌است.
در برخی قسمت‌های کارناتاکا از یک تازه عروس خواسته می‌شود به زنان متاهل یک دور موز تعارف کند. سنت برخی از خانواده‌ها دادن دور توت قرمز "یالچی کای" نیز وجود دارد. در شمال کارناتاکا، پرواز بادبادک به همراه اعضای جامعه نیز سنت است.
یکیاز مراسم مهم، نمایش گاو و حیوانات اهلی در لباس‌های رنگارنگ در یک میدان باز است. گاوها برای این مناسبت تزئین شده‌اند و در صفوف قرار گرفته‌اند. آن‌ها همچنین برای عبور از یک توده هیزم مخصوص آتش زدن جسد مرده آماده می‌شوند. این مراسم مناطق روستایی در ایالت کارناتاکا انجام می‌شود و به نام کیچو هاسیدهو معروف است.